# Jacques Claude Florimond Ségretier
Jacques Claude Florimond Ségretier est un homme politique français né le 11 août 1753 à Léogâne (Haïti) et décédé le 22 avril 1840 à Nantes.

## Biographie
Propriétaire à Boissise-la-Bertrand et administrateur du département, il est désigné comme premier suppléant et admis à siéger le 2 novembre 1791 comme député de Seine-et-Marne, siégeant dans la majorité. Il devient conseiller général sous le Consulat.

## Sources
- « Jacques Claude Florimond Ségretier », dans Adolphe Robert et Gaston Cougny, Dictionnaire des parlementaires français, Edgar Bourloton, 1889-1891 [détail de l’édition]